# ラファエル・エイタン
ラファエル（ラフール）・エイタン（ヘブライ語: רפאל "רָפוּל" איתן、英語: Rafael "Raful" Eitan、1929年1月11日 - 2004年11月23日）は、イスラエルの軍人、政治家。第11代参謀総長。

## 生い立ち
北部アフラに生まれる。モシャブのひとつであるテル・アダシムで育った。父親はユダヤ人自警組織ハショメールの創設メンバーの一人で、厳格な人物であり兄弟姉妹ともども厳しい躾を受けて育った。成人後、パルマッハに入隊する。

## 軍人として
エイタンは第一次中東戦争にパルマッハのハレル旅団の戦闘指揮官として従軍し、エルサレムで戦って頭に傷を負う。戦後、1954年にアリエル・シャロンが創設した第101コマンド部隊の空挺中隊指揮官となる。1955年、ガリラヤ湖東岸のシリア軍拠点を襲撃するキネレット作戦において負傷し、勇気記章を授与される。
1956年の第二次中東戦争時にはアリエル・シャロンの率いる第202空挺旅団の第890空挺大隊大隊長としてミトラ峠攻略に参加した。1967年、第三次中東戦争の時には大佐にまで昇格し、空挺旅団を指揮してガザ地区に進攻し、スエズ運河に接近するがまたも頭に傷を負う。
1968年12月に発生したPLOメンバーによるエルアル航空253便襲撃事件の後、報復としてベイルート国際空港に駐機しているミドル・イースト航空とレバノン・インターナショナル・エアウェイズの無人の旅客機および貨物機を破壊する作戦を指揮した（イスラエルによるレバノン襲撃 (1968年)）。翌年、エイタンは歩兵総監に任命された。
第四次中東戦争の際には第36機甲師団師団長としてゴラン高原でシリア軍の攻撃を阻止した。この功績によりエイタンは少将に昇進し北部方面軍司令官となった。そして、1978年にエゼル・ワイツマン大統領からイスラエル国防軍の参謀総長に任命された。
参謀総長となったエイタンは、「ナアレイ・ラフール」（ラフールの若者）と呼ばれる計画を実行した。これは、無学であったり粗暴な兵士が犯罪に走ることを防ぐために訓練を施し、また、高等学校を卒業することをサポートするなどしたプログラムであった。
参謀総長として活躍していたエイタンであったが、1982年、内戦状態にあったレバノンにイスラエル軍が侵攻した際（ガリラヤの平和作戦）、パレスチナ人に恨みを持っていたキリスト教マロン派の極右民兵組織ファランヘ党のメンバーらが、党首ピエール・ジェマイエルの弟でレバノン大統領に選出されたばかりのバシール・ジェマイエルが暗殺された報復としてパレスチナ難民の大虐殺を行うという事件が起きた（サブラー・シャティーラ事件）。国際社会は虐殺を傍観していたイスラエル軍を激しく非難し、当初事件について「イスラエル軍の手は汚れていない」などと言っていたアリエル・シャロン国防相は辞任に追い込まれる。エイタンも責任を取らされ、連座する形で参謀総長を辞任した。

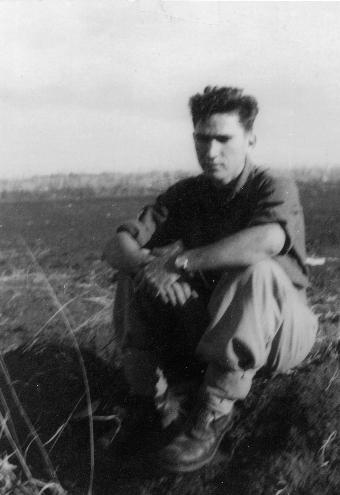
第一次中東戦争に従軍した頃のエイタン
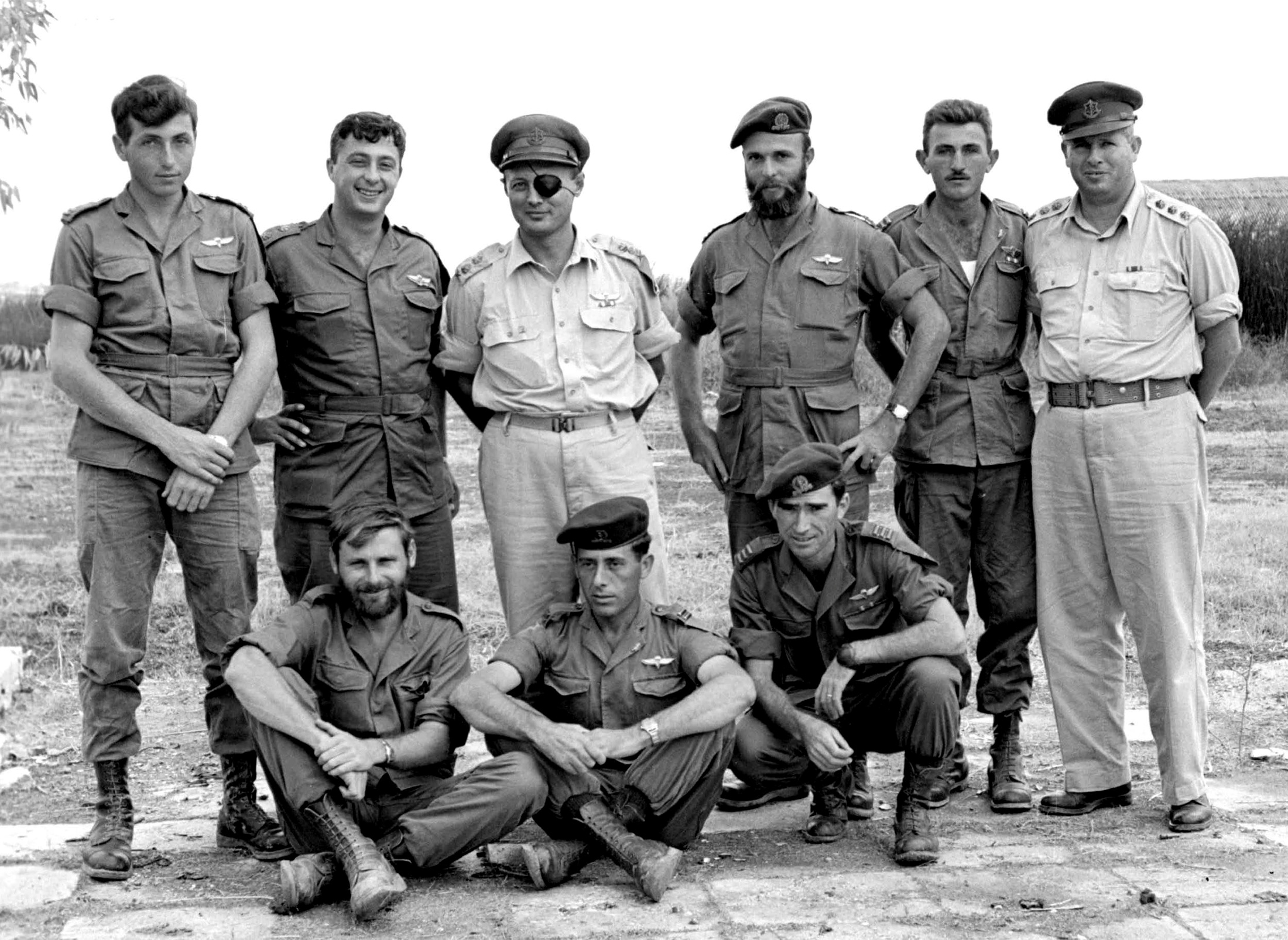
1955年11月、モシェ・ダヤン参謀総長と第890空挺大隊のメンバー。前列右端の人物がエイタン。後列左から二番目の人物はアリエル・シャロン。その横の眼帯の人物がモーシェ・ダヤン。

## 政治家として
軍を退いたエイタンは政治家に転身する。彼の政治的信条は極めて右翼的なものであった。1984年の選挙で「テヒヤ」という右翼政党から出馬し、クネセト議員に初当選した。1984年にエイタンはツォメットという政党を立ち上げ、党首となる。この政党は右派的な外交主張を持つものの、内政においては世俗主義的な見解をもっていた。1988年の総選挙でもツォメットは2議席を獲得し、当選。エイタンはイツハク・シャミル政権下で農務大臣を1988年から1991年まで務める。1992年の総選挙では、ツォメットは8議席にまで躍進するも、エイタンはイツハク・ラビン政権との連立を拒否した。1996年の総選挙ではリクードと連合を組み、エイタンは農務大臣、環境大臣、副首相となる。1999年の総選挙ではツォメットは議席を獲得できず、エイタンは政界から引退した。
外交姿勢として、白人政権下の南アフリカのアパルトヘイトを支持していたとされる。

## 死

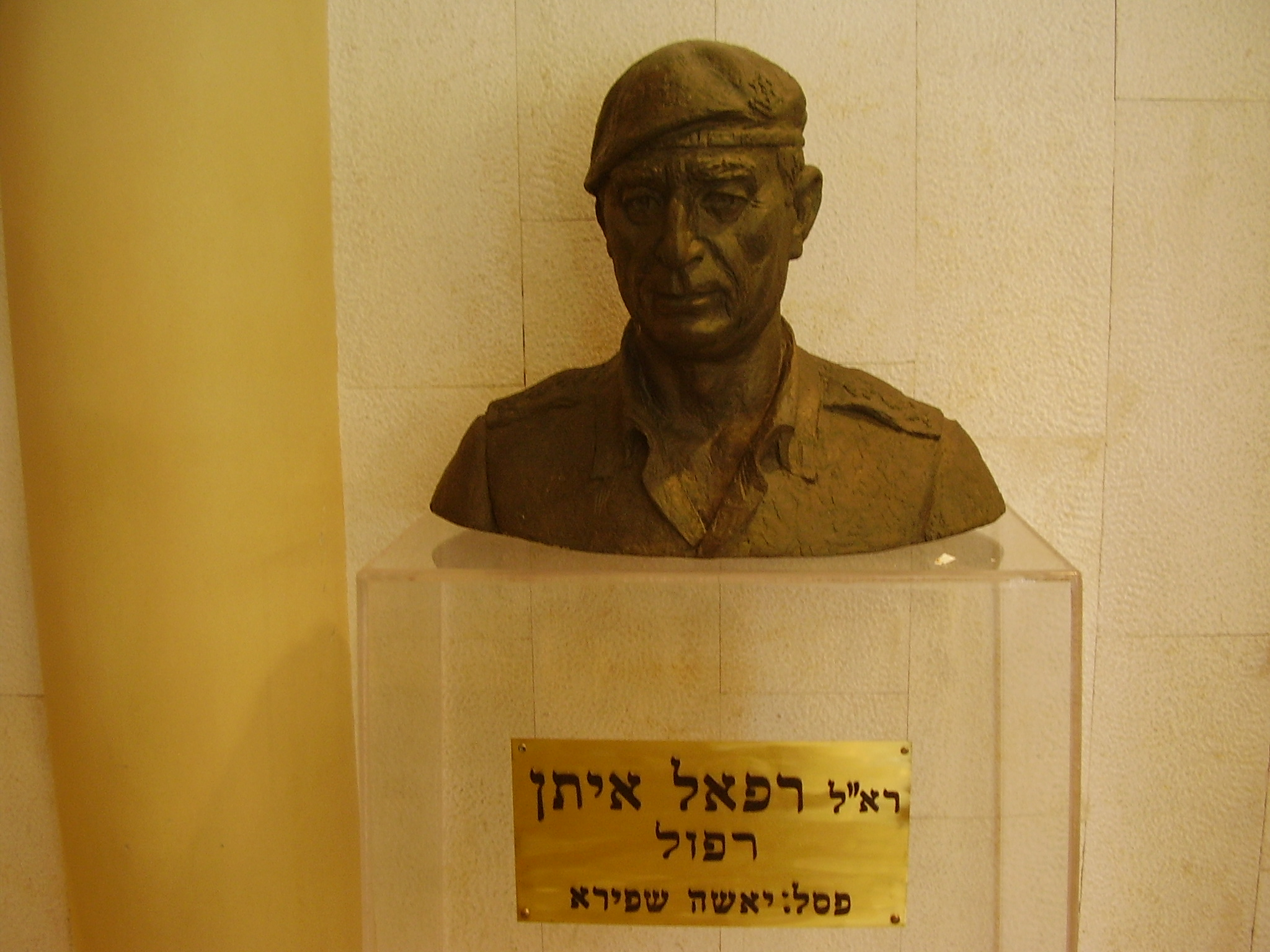
エイタンの胸像

2004年11月23日、地中海に面したアシュドッド港の拡張プロジェクトの監督中高波によって海にさらわれ、約1時間後に救助されたが死亡が確認され74歳で亡くなった。

## 語録
- 「ここでは国全体、国民全体が開拓者なのです。シオニズムに終止符を打たれないためにも、ヘブロンを守る闘争は至る所で続けられるでしょう」 - 1994年4月、同年2月に極右のユダヤ人バールーフ・ゴールドシュテインが引き起こした、ヘブロンでのパレスチナ人の大量虐殺事件の後に開かれた、ゴールドシュテインへの支持と、パレスチナとの和平反対を訴える集会での発言。